# Národní listy

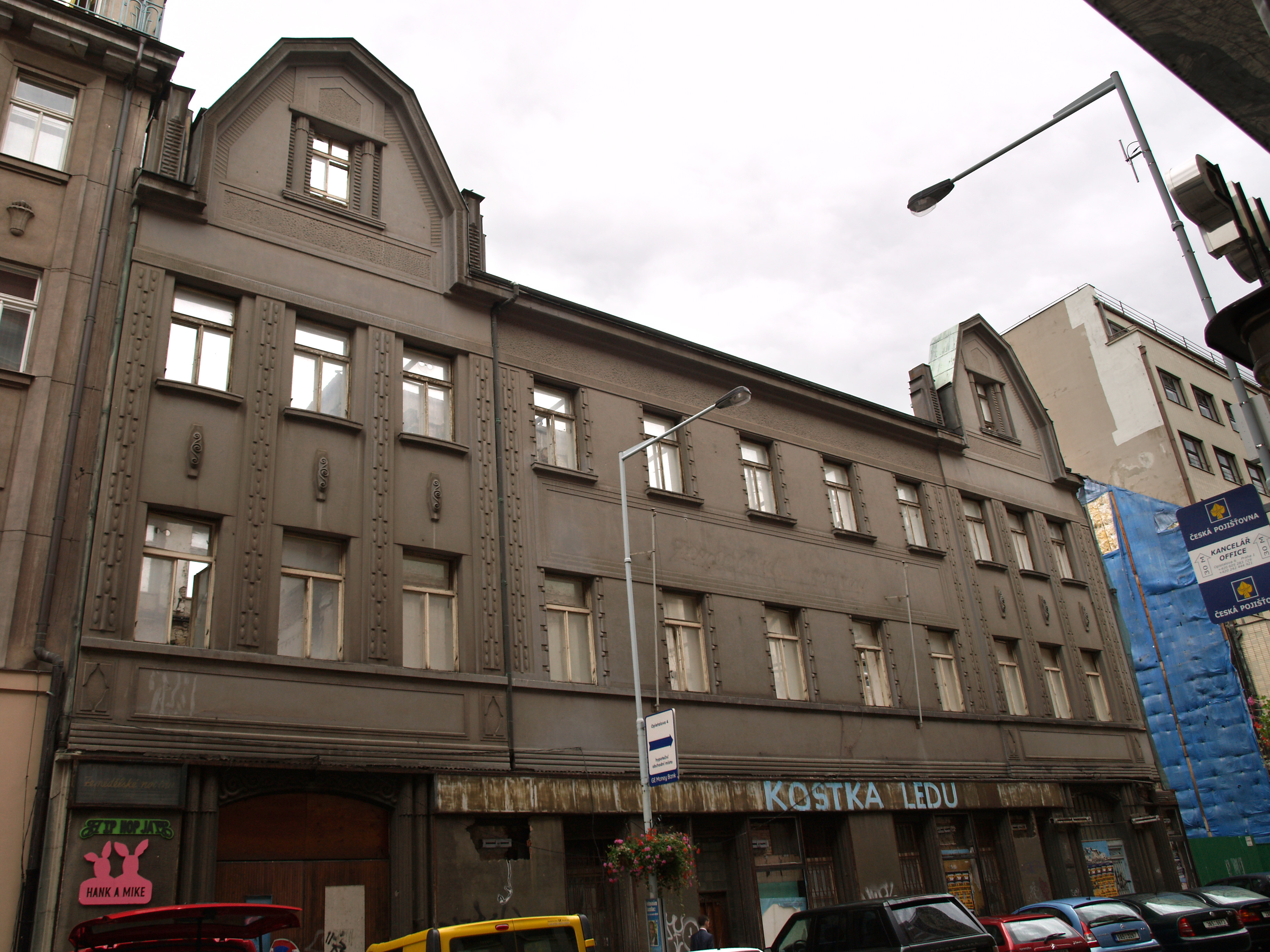
V tomto dnes již nestojícím domě v Opletalově ulici, několik desítek metrů od Václavského náměstí, byla umístěna Pražská akciová tiskárna i redakce Národních listů

Národní listy byly české noviny, vycházející v letech 1861–1941, často jsou zaměňovány za Havlíčkovy Národní noviny.

## Historie
- 1861 – Juliem Grégrem založeny Národní listy
- 1894 – konec řízení Julia Grégra a převzetí bratrem Eduardem[1]
- 1910 – konec vlastnění rodiny Grégrových, noviny přecházejí do vlastnictví Pražské akciové tiskárny, kterou řídili Karel Kramář a Alois Rašín
- 1918–1938 – ústřední tiskový orgán Československé národní demokracie, resp. Národního sjednocení,
- 1939–1941 ústřední list Národního souručenství. V dubnu 1941 zastaveny nacistickými okupanty.[2]
- 2013 – demolice domu v Opletalově ulici, někdejšího sídla Pražské akciové tiskárny a redakce Národních listů

## Založení novin
Česká politická reprezentace si na přelomu 50. a 60. let 19. století uvědomila význam denního tisku a začala usilovat o založení politického deníku. Jedním z projevů byla myšlenka založení novin, které se měly stát tribunou českých liberálů. Na schůzce v září 1860 se ji rozhodla realizovat skupina ve složení: František Ladislav Rieger, František Palacký, Jan Evangelista Purkyně, František Šimáček, Eduard Grégr, Emanuel Tonner a Rudolf Thurn-Taxis. Z taktických důvodů bylo rozhodnuto, aby se o koncesi pro vydávání novin ucházel někdo, kdo není známý pro svou dosavadní politickou činnost. Na návrh Emanuela Tonnera byl zvolen Julius Grégr, který v té době působil jako advokátní koncipient ve Frýdlantu. Ten s návrhem souhlasil, o koncesi požádal, a 8. listopadu 1860 ji obdržel. Po obdržení koncese vzniklo vydavatelské družstvo ve složení: František Palacký, František Ladislav Rieger, František August Brauner, Jan Evangelista Purkyně a Václav Vladivoj Tomek. Byl přijat také název Národní listy. První číslo novin vyšlo 1. ledna 1861 v nákladu 7000 výtisků. Postupně se náklad stabilizoval na výši 4000 výtisků.

## Významní redaktoři
Jan Neruda, Vítězslav Hálek, Karel Sladkovský, šéfredaktor Josef Anýž, Karel Matěj Čapek-Chod, Karel Čapek, Josef Čapek, Viktor Dyk, Jindřiška Konopásková, Jakub Arbes, Čeněk Slepánek.

## Divadelní referenti listu
- 1861 – 1865 Vítězslav Hálek
- 1865 – 1883 Jan Neruda
- 1883 – 1884 Servác Heller a Otakar Hostinský
- 1884 – 1910 Jozef Kuffner
- 1910 – 1915 Dr. Václav Tille
- 1915 – 1923 Dr. Otokar Fischer
- 1923 – 1941 Dr. Miroslav Rutte